# Cramfs
compressed ROM file system（または cramfs）は自由な（GPL でライセンスされている）読み込み専用の Linux ファイルシステムで、単純で空間効率が良くなるように設計されている。cramfs は主に組み込みシステムや省スペースシステムで使われている。
通常のファイルシステムの圧縮イメージとは異なり、cramfs のイメージはそのままで使える。すなわち、イメージを最初に解凍する必要が無い。このため、一部の Linuxディストリビューション も、メモリやイメージのサイズに制約がある、initrd イメージ（特に Debian 3.1）やインストールイメージ（特に SUSE Linux）で使っている。

## 設計
cramfs ファイルシステム上のファイルはランダムな読み込みアクセスができるよう同時に zlib で圧縮されたひとつのページである。メタデータは圧縮されていないが、従来のファイルシステムより空間効率が高くなるように設計された簡潔な表現がなされている。
ファイルシステムは設計を単純にするため意図的に読み込み専用となっている。圧縮ファイルに対するランダムな書き込みアクセスは実装しづらい。ファイルを新しい cramfs イメージにまとめるためのユーティリティ (mkcramfs) とともにリリースされている。
ファイルサイズは 16MB までに制限されている。
最大のファイルシステムサイズは 256MB ちょっとである（ファイルシステム上の最後のファイルは 256MB ブロックの前で始まらなければならないが、それを超えて延ばすことができる）。